# Amanda Serrano
Amanda Serrano (Carolina, Puerto Rico; 9 de octubre de 1988) es una boxeadora profesional, artista marcial mixta y luchadora profesional puertorriqueña. Como boxeadora, es campeona mundial unificada de peso pluma y cuenta con el récord Guiness con nueve títulos mundiales en siete diferentes categorías de peso.

## Primeros años
Serrano nació en el municipio de Carolina, donde también nació su hermana mayor Cindy Serrano. Cuando ella era joven, la familia se mudó a Nueva York y se unió a la comunidad puertorriqueña. Rodeada de esta comunidad, creció con una influencia en donde predominaba la comida tradicional y la música salsa.  La familia vivía en Brooklyn, donde continuó viviendo hasta bien entrada la edad adulta. Durante su juventud fue una niña activa, con una clara pasión por la natación.  Después de que su hermana mayor, Cindy, comenzara a entrenar boxeo con la intención de perder peso asistiendo al gimnasio de su esposo Jordan Maldonado, Serrano, de 12 años, la acompañó allí. Continuó frecuentando las instalaciones y finalmente consiguió su primer trabajo en ese lugar.

## Carrera como boxeadora

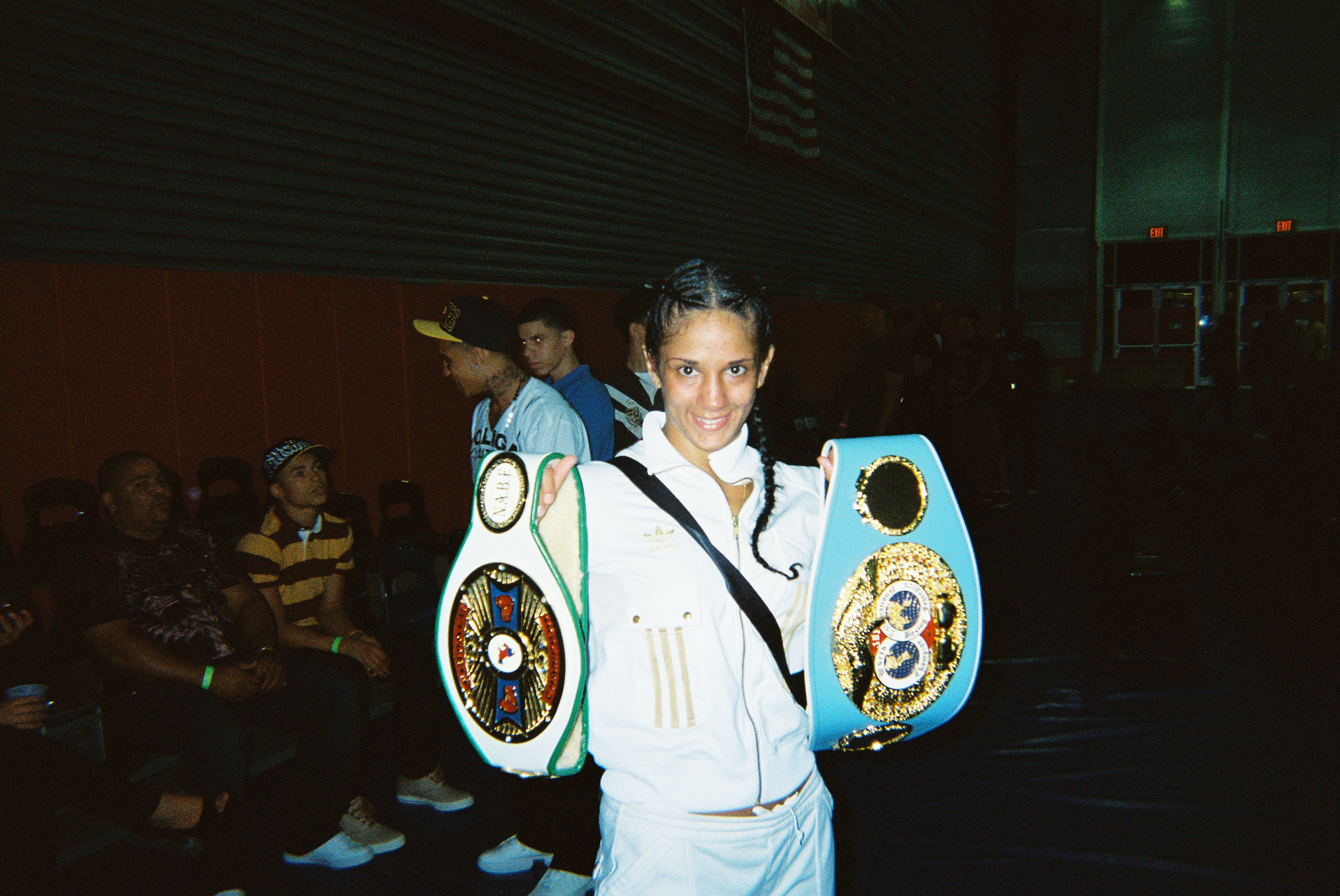
Serrano tras ganarle a Kimberly Connor en 2011

### Amateur
La carrera amateur de Serrano fue breve y concluyó con un récord de sólo 9-1, pero ganó el campeonato amateur de Staten Island en 2008.  A partir de ahí compitió y perdió muchos juegos  en la división de peso pluma del New York Daily News Golden Gloves, donde derrotó a Glenyss Puentevella mediante un árbitro que detuvo la competencia (RSC, el equivalente de un nocaut técnico de la Asociación Internacional de Boxeo) en la semifinal y derrotó por decisión a la campeona nacional de USA Boxing, Jody-Ann Weller, en la final.
Amanda Serrano es dirigida y entrenada por la destacada entrenadora de boxeo profesional estadounidense Jordan Maldonado de la ciudad de Nueva York. Serrano es la primera campeona mundial de Boxing 360. Actualmente es representada por el influencer jake Paul no sirve no es de PR

### Profesional
El 11 de junio de 2011, Serrano derrotó a Jennifer Scott para capturar el título vacante de peso pluma del CMB-NABF. La pelea estaba programada para 8 asaltos, pero el combate se interrumpió rápidamente cuando Serrano noqueó a Scott en 1:04 del primer asalto.

#### Peso súper pluma
Serrano estaba en línea para enfrentar a Fatuma Zarika por el título vacante súper pluma del CMB , sin embargo, Zarika regresó a su Kenia natal debido a una emergencia y no pudo regresar debido a problemas de visa.  El 10 de septiembre de 2011, Serrano derrotó a la campeona intercontinental de peso ligero de la WIBF, Kimberly Connor, por nocaut técnico (TKO) en el segundo asalto , por el cinturón vacante de peso súper pluma del CMB.

##### Serrano contra Wallberg
Su siguiente pelea tuvo lugar el 27 de abril de 2012, en el Cloetta Center, en Linköping, Suecia, contra la invicta campeona del CMB Frida Wallberg.
El Consejo Mundial de Boxeo —en contra de las reglas obligatorias— permitió que la pelea se disputara con guantes de 10 onzas en lugar de los obligatorios de 8 onzas para esa división.
Serrano se quedó corto al perder una controvertida decisión unánime ante Wallberg. Las tarjetas de puntuación de los tres jueces estaban a favor de Wallberg: Gudjon Vilhelm obtuvo 93–98, Venciclav Nikolov obtuvo 93–97 y Franco Ciminale obtuvo 94–96.

##### Búsqueda de la supremacía de múltiples divisiones
Su victoria por nocaut (KO) en el sexto asalto sobre María Maderna por el título de peso ligero de la OMB se llevó a cabo en el Estadio de la Federación Argentina de Boxeo. Maderna iba por su cuarta defensa del título, pero Serrano dominó la pelea con su velocidad y poder.
Luego se enfrentó a la ex campeona de peso súper pluma del CMB Olivia Gerula en el BB King Blues Club & Grill en la ciudad de Nueva York , Nueva York. Serrano declaró en una entrevista previa a la pelea que quería al ganador de Matthysse vs. Mrdjenovich , ya que expresó su deseo de unificar los cuatro títulos de peso pluma.  Serrano derrotó a Olivia Gerula por nocaut técnico (TKO) en el primer asalto para capturar el título vacante de peso pluma de la OMB.  Serrano luego defendió con éxito su título de peso pluma por nocaut técnico contra Calixta Silgado en Brooklyn.
El 18 de octubre de 2016, Serrano derrotó a Alexandra Lazar en el quinto asalto para capturar el título vacante de peso pluma junior de la OMB. Ya campeona de tres divisiones, regresó al límite del peso pluma junior para empatar el récord de Miguel Cotto y convertirse en el segundo boxeador puertorriqueño, masculino o femenino, en ganar títulos mundiales en cuatro categorías de peso.

##### Serrano vs. Santana I
Peleando en la cartelera de Shawn Porter vs. Andre Berto , Serrano dominó a Dahiana Santana en camino a una victoria por KO en el octavo asalto para ganar el cinturón vacante de peso gallo de la OMB y convertirse en la primera peleadora en la historia del boxeo en ganar títulos mundiales en cinco divisiones de peso.

##### Serrano vs. Reynoso
El 8 de septiembre de 2018, el bateador con sede en Brooklyn ascendió cinco categorías de peso sin precedentes para derrotar a Yamilia Esther Reynoso por decisión unánime (UD) en el décimo asalto y capturó el peso welter ligero de la OMB.

##### Serrano vs. Voraberger
El 18 de enero de 2019, Serrano derrotó a Eva Voraberger en el primer asalto para capturar el título vacante de peso súper mosca de la OMB. Al hacerlo, se convirtió en el segundo hombre o mujer en capturar un título importante en siete categorías de peso después de Manny Pacquiao.

#### Peso pluma

##### Serrano vs. Hardy I
El 13 de septiembre de 2019, Serrano derrotó a la invicta Heather Hardy (22-0) para capturar el título interino de peso pluma del CMB y la OMB. El nativo de Brooklyn dominó la pelea de 10 asaltos con una puntuación de 98–91, 98–91, 98–92.
El 4 de febrero de 2021, Serrano fue ascendido a campeón absoluto de peso pluma del CMB. La medida se produjo tras una ruptura en las conversaciones sobre un enfrentamiento específico con Jelena Mrdjenovich de Edmonton.

##### Serrano vs. Bermúdez
El 25 de marzo de 2021, Serrano noqueó a Daniela Bermúdez con un golpe al cuerpo en el noveno asalto en la Plaza del Quinto Centenario, San Juan , Puerto Rico. Serrano retuvo sus títulos de peso pluma del CMB y la OMB. De cara a la pelea, Serrano y Bermúdez estaban clasificados dentro del top 10 P4P de The Ring. 

#### Peso ligero

##### Serrano contra Taylor
El primer combate de boxeo femenino que encabezó el Madison Square Garden, descrito como la "pelea de mujeres más grande de todos los tiempos", se llevó a cabo el 30 de abril de 2022, entre Katie Taylor y Serrano, con los títulos indiscutibles de peso ligero de Taylor en juego.  Taylor derrotó a Serrano por decisión dividida en lo que fue nombrado Pelea del Año por Sports Illustrated. El 5 de febrero de 2023 se anunció que la revancha entre Taylor y Serrano se llevaría a cabo el 20 de mayo en Dublín , Irlanda , por el campeonato mundial indiscutible de peso ligero.  Sin embargo, el 28 de febrero, Serrano se retiró debido a una lesión que había sufrido durante el campo de entrenamiento y Taylor luchó contra la campeona indiscutible de peso welter ligero Chantelle Cameron.

#### Volver al peso pluma

##### Serrano contra Mahfoud
Al regresar a la división de peso pluma, Serrano estaba listo para pelear contra la invicta campeona de la FIB Sarah Mahfoud en una pelea de unificación del título. Serrano reanudó su servicio normal el sábado, respondiendo a su segunda derrota profesional a principios de este año al conseguir otro título mundial con una victoria por decisión unánime. En un asunto mayoritariamente unilateral, Serrano obtuvo puntuaciones convincentes de 99–92, 97–93, 97–93 para unificar los títulos mundiales de peso pluma en el AO Arena.

##### Serrano vs. Cruz
Serrano se enfrentó a la campeona de la AMB, Erika Cruz, el 4 de febrero en el Hulu Theatre de Manhattan , en un enfrentamiento indiscutible por los cuatro títulos mundiales más importantes de la división de peso pluma. La noche de la pelea, Serrano derrotó a Cruz por decisión unánime con puntuaciones de 98–92, 98–92, 97–93. Con la victoria también se convirtió en la primera campeona indiscutible, masculina o femenina, de la era de los cuatro cinturones de Puerto Rico.

##### Serrano vs. Hardy II
En la primera defensa de sus títulos indiscutibles de peso pluma, Serrano se enfrentó a Heather Hardy en el evento coestelar de la cartelera Jake Paul vs. Nate Diaz el 5 de agosto de 2023.  Ganó la pelea por decisión unánime.

##### Serrano vs. Ramos
El 27 de octubre de 2023, Serrano derrotó a Danila Ramos por decisión unánime y retuvo sus títulos mundiales de peso pluma de la OMB, la AMB y la FIB. Fue la primera pelea por el título mundial femenino celebrada en doce asaltos de tres minutos desde 2007.  La pelea no incluyó el cinturón del CMB ya que Mauricio Sulaimán , el presidente del CMB, no aprobó la pelea. Ha citado estudios y cuestiones de seguridad y la semana anterior a la pelea le dijo a la BBC que estaba "rezando para que no haya contratiempos o lesiones debido a esta iniciativa profundamente desacertada y equivocada".
El 5 de diciembre de 2023, Serrano dejó vacante el título del CMB debido a su negativa a sancionar futuros combates de boxeo femenino en sus deseados doce asaltos de tres minutos.

##### Cancelada pelea con Nina Meinke
El 21 de diciembre de 2023 se anunció que Serrano defendería sus títulos de peso pluma de la AMB, la OMB y la FIB en una pelea de doce asaltos contra Nina Meinke en El Coliseo de Puerto Rico en San Juan, Puerto Rico .  Sin embargo, la pelea fue cancelada en el último minuto, luego de que Serrano fuera declarado médicamente no apto por la Comisión Puertorriqueña de Boxeo debido a una lesión en el ojo.

#### Súper ligero
Serrano contra Morgan
Serrano se enfrentó a Stevie Morgan en el Amalie Arena en Tampa, Florida, en el evento Jake Paul vs. Mike Perry el 20 de julio de 2024.  Serrano derrotó a Stevie Morgan por nocaut técnico en el segundo asalto.  
Serrano vs. Taylor II
Serrano originalmente estaba programado para desafiar a Katie Taylor por su título indiscutible de peso superligero en una revancha reprogramada para el 20 de julio de 2024 en el estadio AT&T de Arlington, Texas , en la cartelera de Jake Paul contra Mike Tyson ; la pelea Serrano-Taylor fue el evento coestelar de la cartelera.  Sin embargo, después de que Mike Tyson sufriera un brote de úlcera, el evento se pospuso y se llevó a cabo en el mismo estadio el 15 de noviembre de 2024.  Taylor obtuvo la victoria por decisión unánime.  Según Netflix , 50 millones de hogares en todo el mundo vieron la pelea Serrano-Taylor. Los espectadores comentaron que Netflix se colgó repetidamente durante la pelea.  
Serrano contra Taylor III
Serrano perdió contra Katie Taylor por decisión mayoritaria el 12 de julio de 2025 por el título indiscutible de peso superligero en una trilogía en el Madison Square Garden de Nueva York, encabezando una cartelera exclusivamente femenina, transmitida en vivo por Netflix.  En marzo de 2025, antes de esta pelea, promocionada por la promotora de Jake Paul , Most Valuable Promotions ,  firmó un contrato vitalicio con MVP. Además de competir para la promotora, Serrano posteriormente se desempeñará como presidenta de la compañía y se encargará de las iniciativas de boxeo femenino de la promotora. Perdió la pelea contra Taylor por decisión unánime, lo que significa que 3 de sus 4 derrotas profesionales fueron infligidas por Taylor. 

## Carrera como artista marcial mixta
Desde principios de 2015, Serrano trabajó silenciosamente para debutar en las artes marciales mixtas (MMA), comenzando por incorporar patadas a su entrenamiento. La idea surgió después de que ella participó en el rodaje de Fight Valley junto a su hermana, conoció a Miesha Tate, Holly Holm y Cristiane Justino y se enteró del estilo de vida que podían permitirse. Esto despertó el interés de las personas involucradas en MMA y se acercaron a ella y le contaron sobre el potencial económico de la mudanza. Cuando se le preguntó sobre el asunto, Serrano expresó una motivación adicional debido a la ausencia de una luchadora puertorriqueña en Ultimate Fighting Championship (UFC) en este momento.

### Combate Américas
En diciembre de 2017, Serrano anunció que había firmado con Combate Américas, una promoción de MMA que contaba principalmente con luchadores latinoamericanos en su roster. Su debut estaba programado para el 13 de abril de 2018, cuando empató con Corina Herrera después de ganar las dos primeras rondas pero perder la tercera cuando la obligaron a caer al suelo. Posteriormente, Serrano se centró en la pelea. Este entrenamiento se puso a prueba el 18 de agosto de 2018, cuando ganó el oro en el primer torneo de jiu jitsu de su carrera, un evento de Grappling Industries celebrado en Nueva York, donde reunió cuatro presentaciones. Después de ganar un sexto campeonato mundial de boxeo, se anunció que las MMA serían el foco de Serrano en el futuro previsible debido a mejores salarios.
El 13 de octubre de 2018, Serrano ganó su segunda pelea al someter a Eréndina Ordóñez con un estrangulamiento desnudo por detrás en el primer asalto.
Serrano estaba programado para encabezar su tercer evento de MMA (tentativamente otra pelea con Dahiana Santana, haciendo su debut), este en Puerto Rico, el 25 de enero de 2020. Sin embargo, la cartelera se pospuso debido a una serie de terremotos y finalmente cancelado. Serrano consideró frustrante la cancelación de «último minuto» después de perderse las vacaciones debido a su entrenamiento. Posteriormente, Combate Américas entró en una pausa causada por la pandemia de COVID-19, permaneciendo inactivo hasta 2021. Durante este período, el contrato de Serrano llegó a su fin y ella nuevamente transicionó al boxeo profesional.

### Professional Fighters League
El 2 de agosto de 2023 se anunció que Serrano había firmado con la Professional Fighters League (PFL).